# Vilém Pospíšil
Vilém Pospíšil (5. května 1873 Nový Rychnov – 27. listopadu 1942 Praha) byl český národohospodář, právník a publicista. Byl blízkým spolupracovníkem Aloise Rašína a stoupencem jeho měnové a finanční koncepce. Aktivně se podílel na měnové odluce v roce 1919 a jako významný finanční odborník byl v letech 1926 až 1934 guvernérem tehdy nově vzniklé Národní banky Československé. Během první republiky byl navíc členem několika významných finančních institucí. Řadil se mezi vyznavače spíše měnové stability a opatrné úvěrové politiky.
Ovládal několik světových jazyků (němčinu, francouzštinu, angličtinu, italštinu, ruštinu) a našel také zálibu ve vážné hudbě. Jeho manželkou byla Zdenka (dívčím příjmením Sedláková), dcera politika a podnikatele Prokopa Sedláka.

## Život

### Do roku 1918
Pospíšil po maturitě na pelhřimovském gymnáziu vystudoval práva na Karlově univerzitě v Praze. Vzhledem k tomu, že pocházel z chudších poměrů, přivydělával si například jako člen redakce časopisu Politik, což mu pomohlo získat značný rozhled a známosti. Po dokončení studií se věnoval národohospodářství a přispíval odbornými články do tehdejších novin Národní politika. Pracovat začal v soudní službě, avšak již roku 1902 přestoupil na pozici úředníka do Městské spořitelny pražské. Roku 1917 se stal jejím ředitelem a v letech 1919 až 1926 dokonce zastával funkci jejího vrchního ředitele.
Během první světové války byl činný v odbojovém uskupení Maffie. Spolu s Jaroslavem Preissem navíc během válečných let sepsali návrh takzvaného základního hospodářského zákona, který obsahoval jak krátkodobé, tak dlouhodobé cíle nutné k převzetí hospodářské moci po očekávané porážce Centrálních mocností.

### Po první světové válce
Po válce se aktivně podílel na československé měnové odluce v roce 1919. Během působení v Městské spořitelně pražské coby vrchní ředitel byl také místopředsedou Bankovního výboru Bankovního úřadu při ministerstvu financí, což byla tehdejší centrální banka Československa a Bankovní výbor byl jejím řídícím orgánem. Spolu s tím byl i prvním předsedou Svazu československých spořitelen (což bylo kontrolní a organizační ústředí všech spořitelen v republice), na jehož založení se roku 1920 významně podílel. A z jeho popudu vznikl roku 1924 (zákonem číslo 238/1924 Sb.) též Všeobecný fond peněžních ústavů v republice Československé, který měl podpořit spořivost zvýšením bezpečnosti vkladů, a tím zajistit příznivý rozvoj peněžnictví. Tento fond byl posléze v roce 1949 zrušen (zákonem číslo 157/1949 Sb.) a jeho veškerá práva i závazky přešly na Československý stát. Republiku Pospíšil také zastupoval ve finanční komisi Společnosti národů, v níž například prosadil jednotný postup členských zemí v oblasti potírání penězokazectví.

### Působení vNárodní bance Československé
Po vzniku Národní banky Československé roku 1926 se na slavnostním zasedání konaném ve Smetanově síni Obecního domu v Praze stal 1. dubna jejím prvním guvernérem. Během svého působení v bance navíc připravil převedení koruny československé roku 1929 na zlatý základ. Kvůli názorovým rozporům s Karlem Englišem na devalvaci československé měny však na funkci guvernéra 16. února 1934 rezignoval. V té době totiž probíhala světová hospodářská krize, a ta v letech 1929 až 1934 zasáhla i Československo. Během krize se na světových trzích zvyšovala cena zlata, jejímž následkem byl silný deflační tlak na měny, které byly na zlato vázány. Mezi takové patřila i československá koruna. Objevily se dva názorové proudy na řešení nastalých potíží s měnou. Dle jednoho, který byl podporován národní bankou v čele s Pospíšilem, se měl ponechat zlatý obsah koruny a jejímu znehodnocování se mělo přizpůsobovat postupnou úrokovou, mzdovou, rozpočtovou, devizovou a cenovou politikou. Podle druhého proudu, reprezentovaného například Karlem Englišem, se mělo prostřednictvím snížení zlatého obsahu iniciovat takové znehodnocení koruny, které by obnovilo soulad její kupní síly s kupní silou zlata, a tím se vyhnout dlouhodobému procesu adaptace všech hospodářských čísel. Vláda se nakonec rozhodla pro druhé – devalvační – řešení, a na protest proti tomu podal guvernér Pospíšil s celou bankovní radou demisi. Guvernérem byl 23. února 1934 jmenován Engliš, a ten krátce po svém jmenování snížil zlatý obsah koruny o šestinu na 37,15 mg. Některé státy mající také měnu navázanou na zlato přistoupily ke snížení později, a tomu se přizpůsobila i československá měna, která byla v říjnu 1936 devalvována znovu, a sice opět o šestinu na 31,21 mg. Po těchto devalvacích se již cenový i měnový vývoj stabilizoval.

### Třicátá léta
Na konci 30. let byl Pospíšil československou vládou jmenován zmocněným ministrem Československé republiky pro mezinárodní finanční jednání. Absolvoval tak jednání například v Bruselu, Janově či Londýně.

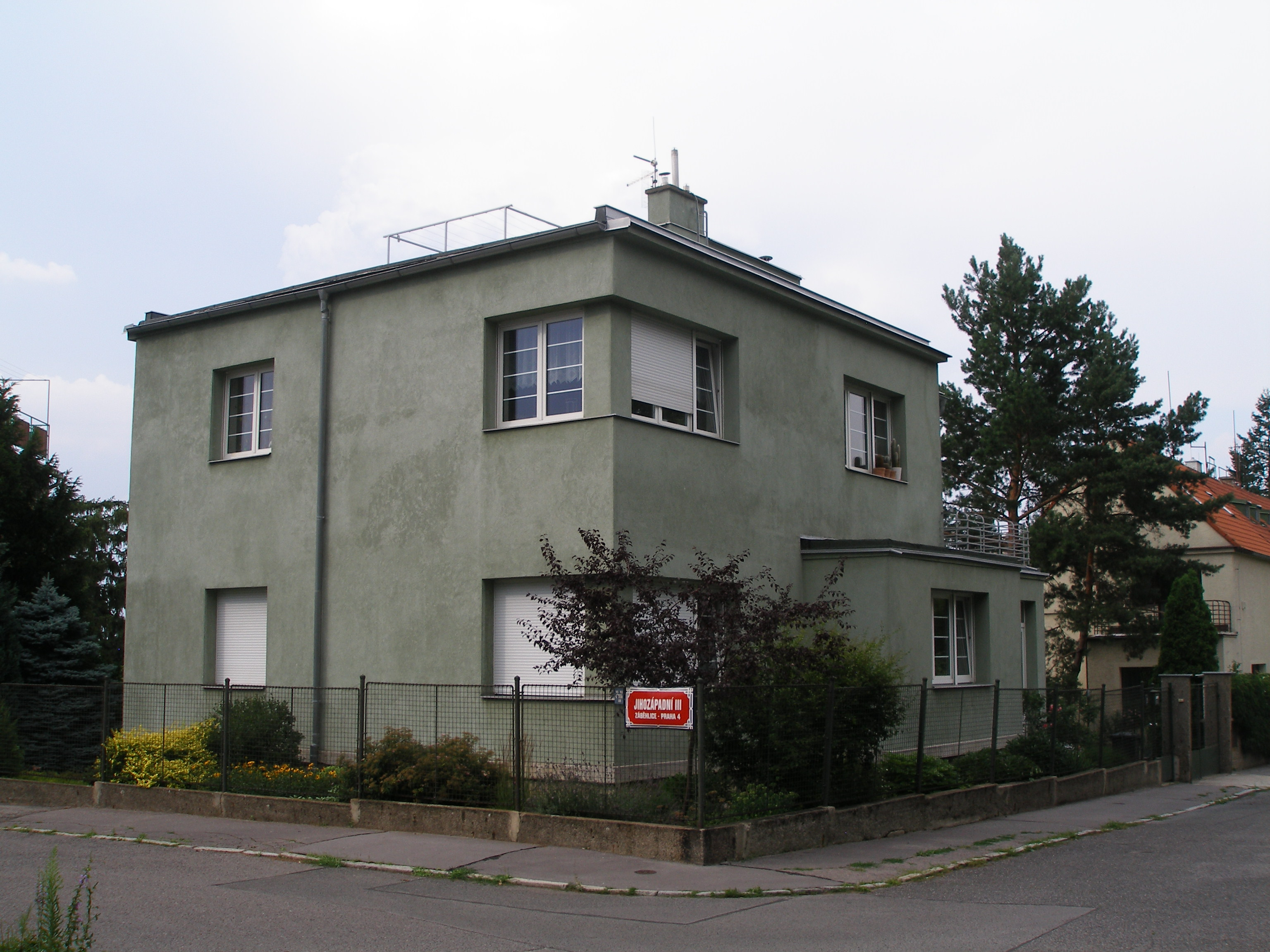
Pospíšilův dům na pražském Spořilově

Roku 1938 byl obecním zastupitelstvem jmenován čestným občanem Nového Rychnova za zásluhy o rozvoj obce, v níž si začal v červnu roku 1932 poblíž silnice na Čejkov stavět vlastní vilu. Navíc sem často jezdíval trávit své dovolené. U příležitosti 130. výročí Pospíšilova narození (v roce 2003) odhalili místní občané u vchodu na radnici v Novém Rychnově jeho pamětní desku. Během svého pražského působení bydlel ve vile na Spořilově, v ulici Roztylské sady číslo 1212/21.
Pospíšil byl také významným sponzorem a donátorem. Například na Křemešníku je poutní kostel a jeho okno poblíž oltáře je ozdobeno vitráží darovanou právě Pospíšilem. Ve své rodné obci se zas významně finančně podílel na vybudování pomníku padlým, který byl slavnostně odhalen a vysvěcen v červnu 1938.

### Úmrtí
Pospíšil po výslechu na gestapu (kvůli účasti na protinacistickém odboji) dne 27. listopadu 1942 v Praze zemřel. Jeho pohřbu a uložení do rodinné hrobky se 3. prosince 1942 účastnilo množství lidí z Pospíšilovy rodné obce i hostů.
Roku 1943 byla Pospíšilovým jménem zřízena Nadace pro chudé s jměním ve výši 10 000 korun. Národní banka pro Čechy a Moravu v Praze, což byla centrální banka v době protektorátu, dále věnovala k uctění jeho památky částku 5000 korun určenou nadaným studentům obchodní akademie z Nového Rychnova.

## Publikační činnost
Pospíšil přispíval do Národních listů a časopisů Politik a Národ. Vedle toho sepsal i několik spisů, k nimž patří například:
- Úsilí o reformu druhořadého reálného úvěru městského (1918)
- Mezinárodní stránka současného problému měnového (1922)
- Půlstoletí Městské spořitelny pražské (1875–1925) (1925)
- POSPÍŠIL, Vilém. Hlavní zásady měnové v díle Společnosti národů. Praha, Brno: Vilém Pospíšil, 1930.
- Světové problémy měnové (1936)